# 232
El 232 fou un any de traspàs començat en diumenge segons el calendari modern, tot i que era conegut com a 985 Ab urbe condita a la seva època.

## Esdeveniments
- Orígenes funda una escola a Palestina
- Alexandre Sever inicia una campanya contra els perses

## Naixements
- Marc Aureli Probe

## Necrològiques
- Cao Hong, militar xinès
- Cao Zhi, poeta